# Karl Hinderer
Karl Hinderer (* 12. April 1931 in Göppingen; † 17. April 2010) war ein deutscher Mathematiker.

## Wirken
Nach dem Besuch des Hohenstaufen-Gymnasiums in Göppingen studierte Karl Hinderer an der Technischen Hochschule Stuttgart Mathematik und Physik. Nach einem Forschungsaufenthalt in Berkeley kam er als Professor für Stochastik an die Universität Hamburg. Ab 1976 war er ordentlicher Professor und Leiter des Instituts für Mathematische Stochastik an der Universität Karlsruhe. Zwischen 1989 und 1991 war er Dekan der dortigen Fakultät für Mathematik. Er befasste sich mit der Wahrscheinlichkeitstheorie und Operations Research und insbesondere mit der stochastischen dynamischen Optimierung, wo er die Monografie  Foundations of Nonstationary Dynamic Programming with Discrete Time Parameters verfasste. 1993 wurde er emeritiert.
1991 wurde er Ehrendoktor der Technischen Universität Dresden.
Er starb mit 79 Jahren und wurde in Waldbronn-Reichenbach beigesetzt.

## Veröffentlichungen (Auswahl)
- Grundbegriffe der Wahrscheinlichkeitstheorie. Springer, Berlin / Heidelberg 1972, ISBN 3-540-07309-4, doi:10.1007/978-3-642-80957-6.